# Meolo
Meolo est une commune italienne de la ville métropolitaine de Venise dans la région Vénétie en Italie.

## Administration
| Période                                  | Période | Identité | Étiquette | Qualité |
| ---------------------------------------- | ------- | -------- | --------- | ------- |
|                                          |         |          |           |         |
| Les données manquantes sont à compléter. |         |          |           |         |

### Hameaux
Losson Della Battaglia, Marteggia

### Communes limitrophes
Fossalta di Piave, Monastier di Treviso, Musile di Piave, Quarto d'Altino, Roncade

## Personnalités liées à la commune
- Fulvio Roiter, photographe

### Jumelages
- Berre-l'Étang (France)